# Павлівка (Дніпровський район)
Павлі́вка (в минулому — Соловйова) — село в Україні, у Новопокровській селищній територіальній громаді Дніпровського району Дніпропетровської області. Населення — 544 мешканці.

## Географія
Село Павлівка знаходиться на лівому березі річки Комишувата Сура в місці впадіння в неї річки Любимівка, вище за течією на відстані 4,5 км розташоване село Квітуче, нижче за течією на відстані в 7 км розташоване село Письмечеве, на протилежному березі — смт Новопокровка, вище за течією річки Любимівка на відстані 1,5 км розташоване село Мирне. До районного центру — 73 км.

## Історія
Населений пункт заснований у 1780-х роках на місці запорозького зимівника.
Станом на 1886 рік у колишньому власницькому селі Олександрівка Ново-Покровської волості Катеринославського повіту Катеринославської губернії мешкало 123 особи, налічувалось 25 дворових господарств, існували православна церква.
У 1929 році в Павлівці був створений перший колгосп «Червона хвиля».
На території Павлівки за часів УРСР знаходилася центральна садиба колгоспу «Дружба», за яким було закріплено 4983 га сільськогосподарських угідь, у тому числі 4324 га орних земель. Основний напрям господарства — вирощування зернових культур. Розвинене м'ясо-молочне тваринництво.
1989 року за переписом тут мешкало приблизно 800 осіб.

## Опис
Працюють дві восьмирічні школи[коли?], у яких 23 вчителі навчають 194 учнів, будинок культури з залом на 350 місць, дві бібліотеки, книжковий фонд яких становить 12,1 тис. примірників, фельдшерсько-акушерський пункт, дитячі ясла на 40 місць, АТС, поштове відділення, ощадна каса, три магазини.
У центрі Павлівки встановлено пам'ятник на честь радянських воїнів, загиблих при визволенні села від нацистських загарбників, і воїнів-односельчан, які віддали життя за визволення Батьківщини від гітлерівських окупантів.

## Населення

### Мова
Розподіл населення за рідною мовою за даними перепису 2001 року:
| Мова                | Відсоток |
| ------------------- | -------- |
| українська          | 96,7 %   |
| російська           | 2,9 %    |
| інші/не визначилися | 0,4 %    |

## Постаті
- Горбун Сергій Вікторович (1982—2022) — сержант Збройних Сил України, учасник російсько-української війни, що загинув у ході повномасштабного російського вторгнення в Україну в 2022 році.
- Кучерявий Сергій Васильович (1984—2014) — молодший сержант Збройних Сил України, учасник російсько-української війни.